# Friedrich-Diffiné-Haus
Das Friedrich-Diffiné-Haus ist ein Bauwerk in Kirchheim an der Weinstraße. Es steht unter Denkmalschutz.

## Lage
Das Gebäude befindet sich in der örtlichen Weinstraße Nord, die mit der Landesstraße 516 identisch ist und trägt die Hausnummer 1. Auf der gegenüber liegenden Straßenseite steht die Andreaskirche. Unmittelbar südlich des Gebäudes wird sie von der Kleinkarlbacher Straße gekreuzt, die mit der Landesstraße 520 identisch ist. Noch weiter südlich verläuft die Pfälzische Nordbahn.

## Ensemble
Das Gebäudeensemble des Friederich-Diffiné-Hauses besteht aus einem barocken Mansardwalmdachbau, der mit den Jahreszahlen 1732 und 1737 bezeichnet ist und einem klassizistischen Wirtschaftsgebäude von 1844.

## Geschichte
Ursprünglich diente die Institution als Gasthaus. In den 1990er Jahren fand eine Renovierung der Gesamtanlage statt. Mittlerweile fungiert das Gebäude als Dorfgemeinschaftshaus und Rathaus; darüber hinaus ist in den Räumlichkeiten die Volkshochschule Kirchheim-Bissersheim untergebracht.